# أكسيد الغاليوم الأحادي
أكسيد الغاليوم الأحادي مركب لاعضوي لعنصر الغاليوم وينتمي إلى مجموعة الأكاسيد. لهذا المركب الصيغة الكيميائية Ga2O ويوجد على هيئة مسحوق بني.

## التحضير
يحضر المركب من تسخين أكسيد الغاليوم الثلاثي بوجود عنصر الغاليوم المسخّن تحت الفراغ:
{\displaystyle \mathrm {Ga_{2}O_{3}+4\ Ga\longrightarrow 3\ Ga_{2}O} }
كما يمكن أن يحضر من تفاعل تسخين الغاليوم مع ثنائي أكسيد الكربون عند درجات حرارة تصل إلى 850 °س وتحت الفراغ أيضاً
{\displaystyle \mathrm {2\ Ga+CO_{2}\longrightarrow Ga_{2}O+CO} }
ويستحصل هذا المركب على هيئة منتج ثانوي في تفاعل إنتاج رقائق زرنيخيد الغاليوم وفق التفاعل:
{\displaystyle \mathrm {4\ Ga+SiO_{2}\longrightarrow 2\ Ga_{2}O+Si} }

## الخواص
يوجد المركب في الشروط القياسية على هيئة مسحوق بني مسود، وهو يتفاعل عند التماس مع الماء. يقاوم هذا المركب فعل الأكسدة، ولكنه يتفكك بالتسخين عند درجات حرارة تتجاوز 500 °س، ويعتمد معدل التفكك على درجة الحرارة وعلى الوسط (الفراغ، غاز خامل، هواء).